# Semiramide d'Appiano d'Aragona
Semiramide d'Appiano d'Aragona (Firenze, 1464 – 9 marzo 1523) è stata una nobildonna fiorentina.

## Biografia
Figlia di Jacopo III Appiano, signore di Piombino, e di Battistina Fregoso, sorellastra materna di Simonetta Vespucci. Gli Appiano erano imparentati per legami matrimoniali con i d'Aragona di Napoli. Conseguentemente al matrimonio di Simonetta con Marco Vespucci, lontano cugino del navigatore Amerigo Vespucci, il 19 luglio 1482 Lorenzo de Medici combinò il matrimonio tra la nipote di Simonetta, Semiramide, e il suo protetto Lorenzo di Pierfrancesco de' Medici, che nel 1494 adotterà il soprannome di "Il Popolano". Dal matrimonio nasceranno: Pierfrancesco (1487 - agosto 1525), Averardo (1488 - 1495), Laudomia, Ginevra e Vincenzo. All'inizio Semiramide avrebbe dovuto sposare Giuliano de' Medici, ma questo matrimonio non ebbe luogo a causa della morte prematura di Giuliano nella Congiura dei Pazzi.

## Ascendenza
|                                |                    |                          | Genitori                   |  |  | Nonni |  |  | Bisnonni         |  |  | Trisnonni     |  |
|                                |                    |                          |                            |  |  |       |  |  | Jacopo I Appiano |  |  | Vanni Appiano |  |
|                                |                    |                          |                            |  |  |       |  |  | Jacopo I Appiano |  |  | Vanni Appiano |  |
|                                |                    | …                        |                            |  |  |       |  |  | Jacopo I Appiano |  |  |               |  |
| Emanuele Appiano               |                    |                          |                            |  |  |       |  |  | Jacopo I Appiano |  |  |               |  |
|                                |                    | Polissena Pannocchieschi | Emanuele Pannocchieschi    |  |  |       |  |  |                  |  |  |               |  |
|                                |                    | Polissena Pannocchieschi | Emanuele Pannocchieschi    |  |  |       |  |  |                  |  |  |               |  |
|                                |                    | Polissena Pannocchieschi | Adelasia della Gherardesca |  |  |       |  |  |                  |  |  |               |  |
| Jacopo III Appiano             |                    | Polissena Pannocchieschi |                            |  |  |       |  |  |                  |  |  |               |  |
|                                |                    | Alfonso V d'Aragona      | Ferdinando I d'Aragona     |  |  |       |  |  |                  |  |  |               |  |
|                                |                    | Alfonso V d'Aragona      | Ferdinando I d'Aragona     |  |  |       |  |  |                  |  |  |               |  |
|                                |                    | Alfonso V d'Aragona      | Eleonora d'Alburquerque    |  |  |       |  |  |                  |  |  |               |  |
| Colia de' Giudici              |                    | Alfonso V d'Aragona      |                            |  |  |       |  |  |                  |  |  |               |  |
|                                |                    | Ippolita                 | …                          |  |  |       |  |  |                  |  |  |               |  |
|                                |                    | Ippolita                 | …                          |  |  |       |  |  |                  |  |  |               |  |
|                                |                    | Ippolita                 | …                          |  |  |       |  |  |                  |  |  |               |  |
| Semiramide d'Appiano d'Aragona |                    | Ippolita                 |                            |  |  |       |  |  |                  |  |  |               |  |
|                                | Bartolomeo Fregoso | Pietro Fregoso           |                            |  |  |       |  |  |                  |  |  |               |  |
|                                | Bartolomeo Fregoso | Pietro Fregoso           |                            |  |  |       |  |  |                  |  |  |               |  |
|                                | Bartolomeo Fregoso | Benedetta Doria          |                            |  |  |       |  |  |                  |  |  |               |  |
| Giano Fregoso                  | Bartolomeo Fregoso |                          |                            |  |  |       |  |  |                  |  |  |               |  |
|                                |                    | Caterina Ordelaffi       | …                          |  |  |       |  |  |                  |  |  |               |  |
|                                |                    | Caterina Ordelaffi       | …                          |  |  |       |  |  |                  |  |  |               |  |
|                                |                    | Caterina Ordelaffi       | …                          |  |  |       |  |  |                  |  |  |               |  |
| Battistina Fregoso             |                    | Caterina Ordelaffi       |                            |  |  |       |  |  |                  |  |  |               |  |
|                                |                    | Francesco Gentile        | …                          |  |  |       |  |  |                  |  |  |               |  |
|                                |                    | Francesco Gentile        | …                          |  |  |       |  |  |                  |  |  |               |  |
|                                |                    | Francesco Gentile        | …                          |  |  |       |  |  |                  |  |  |               |  |
| Violante Gentile               |                    | Francesco Gentile        |                            |  |  |       |  |  |                  |  |  |               |  |
|                                |                    | …                        | …                          |  |  |       |  |  |                  |  |  |               |  |
|                                |                    | …                        | …                          |  |  |       |  |  |                  |  |  |               |  |
|                                |                    | …                        | …                          |  |  |       |  |  |                  |  |  |               |  |
|                                |                    | …                        |                            |  |  |       |  |  |                  |  |  |               |  |